# 新町 (青梅市)
新町（しんまち）は、東京都青梅市に存在する地名である。現行行政地名は新町一丁目から新町九丁目。郵便番号は198-0024。

## 概要
青梅市の東端にある。東は瑞穂町と埼玉県入間市、南は羽村市と隣接している。かつては林や田畑が占めていたが、現在はほとんどが住宅地である。青梅街道が当地を東西に貫いており、青梅街道を中心に商業施設が並んでいる。北東は三ッ原工業団地に接しており、工場などが立地している。

## 地理
青梅市立泉中学校付近が関東平野の西端になっている。青梅市東部は平野部が多く、開発が容易である。そのため、平成に至るまでに多数の地域で都市計画が施された。

### 地価
住宅地の地価は、2017年（平成29年）の公示地価によれば、新町5丁目37番24 の地点で14万7000円/m2となっている。

## 歴史
「霞村の歴史」を参照。
- 江戸時代初期 - 師岡村の名主、吉野織部之助により、1611年(慶長16年)から1616年(元和2年)にかけて新町一帯の開拓が行われた[6]。
- 1873年(明治6年) - 新町村誕生[6]。
- 1889年(明治22年)4月1日 - 町村制施行により、新町村他11村と合併し、神奈川県西多摩郡霞村が成立[6]。
- 1893年(明治26年)4月1日 - 西多摩郡が南多摩郡、北多摩郡とともに東京府へ編入する。
- 1943年(昭和18年)7月1日 - 東京都制施行。
- 1951年(昭和26年) - 青梅町、調布村と合併し、青梅市誕生。霞村は消滅。大字新町は霞地区（1976年以降は新町地区）[7]に属する。
- 1966年(昭和41年)に都市区画整理事業（西東京工業団地）が完成。4月[8]、新町の一部と羽村町からの境界変更編入地に末広町一丁目、二丁目が設定された[6]。
- 1972年(昭和47年)6月 - 「霞台土地区画整理事業」に伴い、新町の一部が整理される[9]。
- 1973年(昭和48年) - 青梅市立新町小学校開校。
- 1975年(昭和50年) - 青梅市立霞台小学校開校。
- 1976年(昭和51年) - 「新町地区土地区画整理事業」開始[10]。対象は大字新町・野上・河辺・羽（大字大門・今寺・藤橋・今井は「三ツ原土地区画整理事業」以後に対象となる）[11]。
- 1978年(昭和53年) - 青梅市立若草小学校・青梅市立泉中学校開校。
- 1979年(昭和54年)4月 - 「三ツ原土地区画整理事業」に伴い、新町の一部が整理される（一部は大門、今寺、藤橋に編入される）[12]。
- 1991年(平成3年) - 青梅新町の大井戸採掘調査開始。
- 1998年(平成10年) - 1月「新町地区土地区画整理事業」完成、新町地区に新しく町丁名が設けられ、新町1～9丁目が誕生した（一部は河辺町に編入される）[10]。3月青梅新町の大井戸採掘完了・整備開始、5月一般公開。
- 2003年(平成15年) - 首都圏中央連絡自動車道 青梅IC〜日の出IC 開通。

## 世帯数と人口
2018年（平成30年）1月1日現在の世帯数と人口は以下の通りである。
| 丁目       | 世帯数    | 人口     |
| ---------- | --------- | -------- |
| 新町一丁目 | 1,196世帯 | 2,733人  |
| 新町二丁目 | 832世帯   | 1,831人  |
| 新町三丁目 | 1,532世帯 | 3,180人  |
| 新町四丁目 | 722世帯   | 1,609人  |
| 新町五丁目 | 1,248世帯 | 2,997人  |
| 新町六丁目 | 99世帯    | 249人    |
| 新町七丁目 | 1,250世帯 | 2,999人  |
| 新町八丁目 | 541世帯   | 1,300人  |
| 新町九丁目 | 1,324世帯 | 2,581人  |
| 計         | 8,744世帯 | 19,479人 |

## 小・中学校の学区
市立小・中学校に通う場合、学区は以下の通りとなる。
| 丁目       | 番地       | 小学校             | 中学校             |
| ---------- | ---------- | ------------------ | ------------------ |
| 新町一丁目 | 1〜20番地  | 青梅市立若草小学校 | 青梅市立泉中学校   |
| 新町一丁目 | その他     | 青梅市立霞台小学校 | 青梅市立泉中学校   |
| 新町二丁目 | 17〜40番地 | 青梅市立霞台小学校 | 青梅市立泉中学校   |
| 新町二丁目 | その他     | 青梅市立若草小学校 | 青梅市立泉中学校   |
| 新町三丁目 | 全域       | 青梅市立若草小学校 | 青梅市立泉中学校   |
| 新町四丁目 | 全域       | 青梅市立新町小学校 | 青梅市立新町中学校 |
| 新町五丁目 | 全域       | 青梅市立新町小学校 | 青梅市立新町中学校 |
| 新町六丁目 | 全域       | 青梅市立新町小学校 | 青梅市立新町中学校 |
| 新町七丁目 | 全域       | 青梅市立新町小学校 | 青梅市立新町中学校 |
| 新町八丁目 | 全域       | 青梅市立新町小学校 | 青梅市立新町中学校 |
| 新町九丁目 | 全域       | 青梅市立新町小学校 | 青梅市立新町中学校 |

## 市・都の施設

### 青梅市
- 青梅警察署新町交番
- 青梅市消防団分団[14]
  - 第三分団 - 新町・今井地区
- 青梅新町郵便局
- 新町図書館
- 青梅市リサイクルセンター
- 新町市民センター
- 子育て支援センター「はぐはぐ」[15]

### 東京都
- 東京都畜産試験場
- 誠明学園

## 公園
- 新町中原公園
- 大山公園
- 西間原公園
- 大井戸公園
- 富士塚公園
- 平松緑地
- 新町南公園
- 桜株公園
- 南植木外公園
- 植木内公園
- 蔵屋敷公園
- 新田山公園
- 伝馬街道緑地
- 新町中原緑地
- 桜株広場
- 新町中原南公園

## 経済

### 金融機関（預貯金取扱金融機関）
- 西東京農業協同組合新町支店

### 商業施設

#### 量販店
- カインズホーム 青梅インター店
- ベイシア 青梅インター店
- ノジマ 青梅インター店
- しまむら 青梅新町店
- オザム 新町店、ラーレ青梅新町店、バリュー新町店
- ダイソー 新町店、おうめ新町9丁目店
- PCデポ 青梅店
- パシオス 青梅店
- ヤサカ 家具本店、青梅新町店
- ウエルシア 青梅新町店
- コープみらい 青梅新町店
- 洋服の青山 青梅新町店
- ゲオ 青梅新町店
- タイヤ館 青梅
- Fuji 青梅
- ビッグウッド 青梅店
- ホンダカーズ東京西 青梅新町店
- あさひ 青梅店
- アベイル 青梅店
- オフハウス 青梅新町店
- スズキアリーナ 青梅
- セリア 青梅インター店

#### 飲食業
- マクドナルド 青梅新町店
- 吉野家 青梅新町店
- ジョイフル 青梅店
- すたみな太郎 青梅インター店
- 久兵衛屋 青梅新町店
- すき家 青梅新町店
- 山田うどん 青梅新町店
- 丸亀製麺 青梅新町店
- フォルクス 青梅新町店
- くら寿司 青梅新町店
- かっぱ寿司 青梅新町店
- スターバックスコーヒー カインズホーム青梅店
- ケンタッキー・フライドチキン カインズホーム青梅インター店

### 工業施設
三ッ原工業団地内
- 日立製作所
- 太陽誘電
- セーラー万年筆

### エネルギー関連
- 東京電力青梅変電所

### その他
- 多摩ケーブルネットワーク

## 主な医療機関
- 新町クリニック

## 学校教育

### 認定こども園
- 青梅エンゼル保育園
- ねむのき幼稚園

### 保育園
- 新町保育園
- 新町東保育園
- 新町西保育園
- にこ森保育園
- あゆみ保育園

### 小学校
- 青梅市立若草小学校
- 青梅市立霞台小学校
- 青梅市立新町小学校
- 青梅市立東小学校

### 中学校
- 青梅市立泉中学校
- 青梅市立新町中学校
- 青梅市立東中学校

### 学童保育施設
- 新町学童保育所[15]
- 新町第2学童保育所[15]

## 交通

### 鉄道
- JR青梅線 小作駅

駅は隣接する羽村市小作台にある。小作駅駅東交差点は同町5丁目にあり、市境にあることがわかる。

### バス
- 東京都交通局
- 西東京バス

### 道路
- 東京都道5号新宿青梅線（青梅街道）
- 埼玉県道・東京都道179号所沢青梅線
- 東京都道181号藤橋小作線
- 物見塚通り

## 史跡
- 青梅新町の大井戸
- 鈴法寺公園
- 旧吉野家住宅

## 社寺

### 神社
- 新町御嶽神社

### 寺院
- 東禅寺
- 無量寺